# Fetch (geografía)

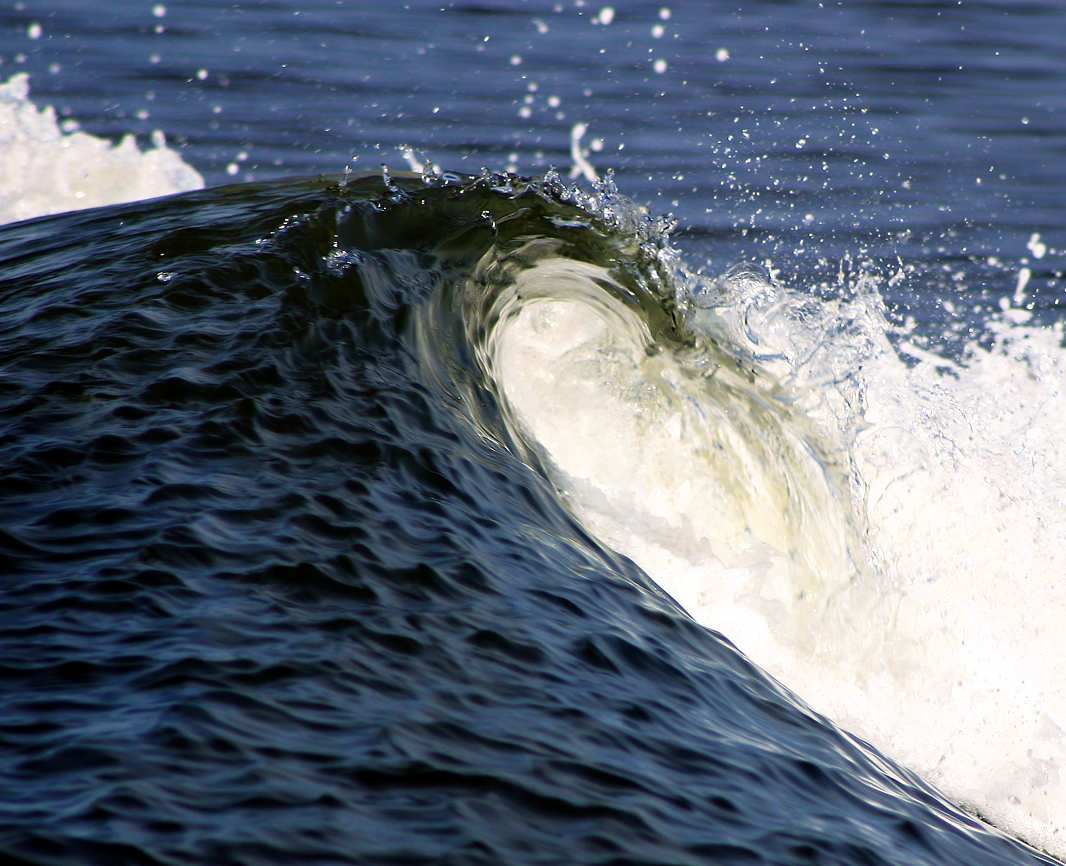
Fetchs largos generan oleajes de mayor altura y energía que otros cuya longitud sea menor.

Fetch es un término procedente directamente del inglés usado en geografía física, meteorología y otras ciencias para designar a la longitud rectilínea máxima de una gran masa de agua superficial de mares u océanos que es uniformemente afectada en dirección y fuerza del viento, generando a su vez un determinado tipo de oleaje. La longitud de fetch se expresa en millas náuticas, grados de latitud o kilómetros y se mide de manera paralela a la dirección del viento. Aunque generalmente se asocia fetch como la longitud rectilínea a lo largo de la cual está incidiendo el viento con uniformidad (fetch length), también existen los términos fetch region para designar a la zona en donde un tipo de viento está generando su correspondiente oleaje y fetch duration para referirse al tiempo durante el cual se está generando un determinado oleaje en la fetch region.